# Budkovce
Budkovce (in ungherese Butka, in tedesco Wudigersdorf o Wudkowitz) è un comune della Slovacchia facente parte del distretto di Michalovce, nella regione di Košice.

## Storia
Nei documenti, il comune è citato per la prima volta nel 1220 come possedimento dei nobili locali Buttkay. Nel corso del XV secolo il villaggio divenne un'importante sede fieristica, tanto che ottenne i diritti di libera città sede di mercato. Nel XIX secolo passò ai conti Balassa, ai Kossuth e infine ai Lobkowitz, nobile famiglia di origine boema.